# U-Bahn-Linie 7 (New York City)
| Geographischer Plan New Yorks der Linie 7 |                      |                                                   |                                                   |
| Spurweite: | 1435 mm (Normalspur) |                                                   |                                                   |
| |                      |                                                   |                                                   |
| \| \| \| Flushing-Main Street \| \| \| \| \| (Übergang zu LIRR und Q48 nach LaGuardia Airport) \| \| \| \| \| \| \| \| \| \| Flushing Creek \| \| \| \| \| Mets-Willets Point (Übergang zu LIRR) \| \| \| \| \| (Übergang zu Q48 nach LaGuardia Airport) \| \| \| \| \| 111 Street \| \| \| \| \| (Übergang zu Q48 nach LaGuardia Airport) \| \| \| \| \| Junction Boulevard \| \| \| \| \| (Übergang zu Q72 nach LaGuardia Airport) \| \| \| \| \| 74 Street-Broadway \| \| \| \| \| (Übergang zu Jackson Hts Roosevelt Av \| \| \| \| \| LaGuardia Link Q70 SBS und Q47 nach \| \| \| \| \| LaGuardia Airport (Q47 nur Marine Air Terminal)) \| \| \| \| \| 61 Street-Woodside Avenue \| \| \| \| \| (Übergang zu LIRR und LaGuardia Link Q70 SBS \| \| \| \| \| nach LaGuardia Airport) \| \| \| \| \| Queensboro Plaza \| \| \| \| \| Court Square \| \| \| \| \| (Übergang zu Court Sq-23 St ) \| \| \| \| \| \| \| \| \| \| Hunters Point Avenue (Übergang zu LIRR) \| \| \| \| \| Steinway-Tunnel (East River) \| \| \| \| \| Grand Central-42 Street \| \| \| \| \| (Übergang zu Grand Central Terminal Metro-North) \| \| \| \| \| Fifth Avenue \| \| \| \| \| (Übergang zu 42 St-Bryant Park ) \| \| \| \| \| Times Square-42 Street \| \| \| \| \| (Übergang zur 8 Avenue und Penn Station) \| \| \| \| \| Hudson Yards \| \| |                      |                                                   |                                                   |
| Erklärung |                      |                                                   |                                                   |
| Nicht alle Stationen dargestellt. |                      |                                                   |                                                   |
| |                      | Flushing-Main Street                              |                                                   |
| U-Bahn-Tunnelende |                      | (Übergang zu LIRR und Q48 nach LaGuardia Airport) | (Übergang zu LIRR und Q48 nach LaGuardia Airport) |
| U-Bahn-Strecke Anfang Hochstrecke |                      |                                                   |                                                   |
| |                      | Flushing Creek                                    |                                                   |
| U-Bahn-Bahnhof |                      | Mets-Willets Point (Übergang zu LIRR)             | Mets-Willets Point (Übergang zu LIRR)             |
| U-Bahn-Strecke |                      | (Übergang zu Q48 nach LaGuardia Airport)          | (Übergang zu Q48 nach LaGuardia Airport)          |
| U-Bahn-Bahnhof |                      | 111 Street                                        | 111 Street                                        |
| |                      | (Übergang zu Q48 nach LaGuardia Airport)          |                                                   |
| |                      | Junction Boulevard                                |                                                   |
| |                      | (Übergang zu Q72 nach LaGuardia Airport)          |                                                   |
| |                      | 74 Street-Broadway                                |                                                   |
| |                      | (Übergang zu Jackson Hts Roosevelt Av             |                                                   |
| |                      | LaGuardia Link Q70 SBS und Q47 nach               |                                                   |
| |                      | LaGuardia Airport (Q47 nur Marine Air Terminal))  |                                                   |
| |                      | 61 Street-Woodside Avenue                         |                                                   |
| |                      | (Übergang zu LIRR und LaGuardia Link Q70 SBS      |                                                   |
| |                      | nach LaGuardia Airport)                           |                                                   |
| U-Bahn-Bahnhof |                      | Queensboro Plaza                                  | Queensboro Plaza                                  |
| |                      | Court Square                                      |                                                   |
| U-Bahn-Strecke Ende Hochstrecke |                      | (Übergang zu Court Sq-23 St )                     | (Übergang zu Court Sq-23 St )                     |
| U-Bahn-Tunnelanfang |                      |                                                   |                                                   |
| |                      | Hunters Point Avenue (Übergang zu LIRR)           |                                                   |
| |                      | Steinway-Tunnel (East River)                      |                                                   |
| |                      | Grand Central-42 Street                           |                                                   |
| U-Bahn-Strecke (im Tunnel) |                      | (Übergang zu Grand Central Terminal Metro-North)  | (Übergang zu Grand Central Terminal Metro-North)  |
| U-Bahn-Bahnhof (im Tunnel) |                      | Fifth Avenue                                      | Fifth Avenue                                      |
| U-Bahn-Strecke (im Tunnel) |                      | (Übergang zu 42 St-Bryant Park )                  | (Übergang zu 42 St-Bryant Park )                  |
| |                      | Times Square-42 Street                            |                                                   |
| U-Bahn-Strecke (im Tunnel) |                      | (Übergang zur 8 Avenue und Penn Station)          | (Übergang zur 8 Avenue und Penn Station)          |
| |                      | Hudson Yards                                      |                                                   |

Die Linie 7 der New York City Subway verbindet Flushing auf Queens mit den Hudson Yards auf Manhattan. Sie trägt eine Kennung in Magenta.

## Verlauf

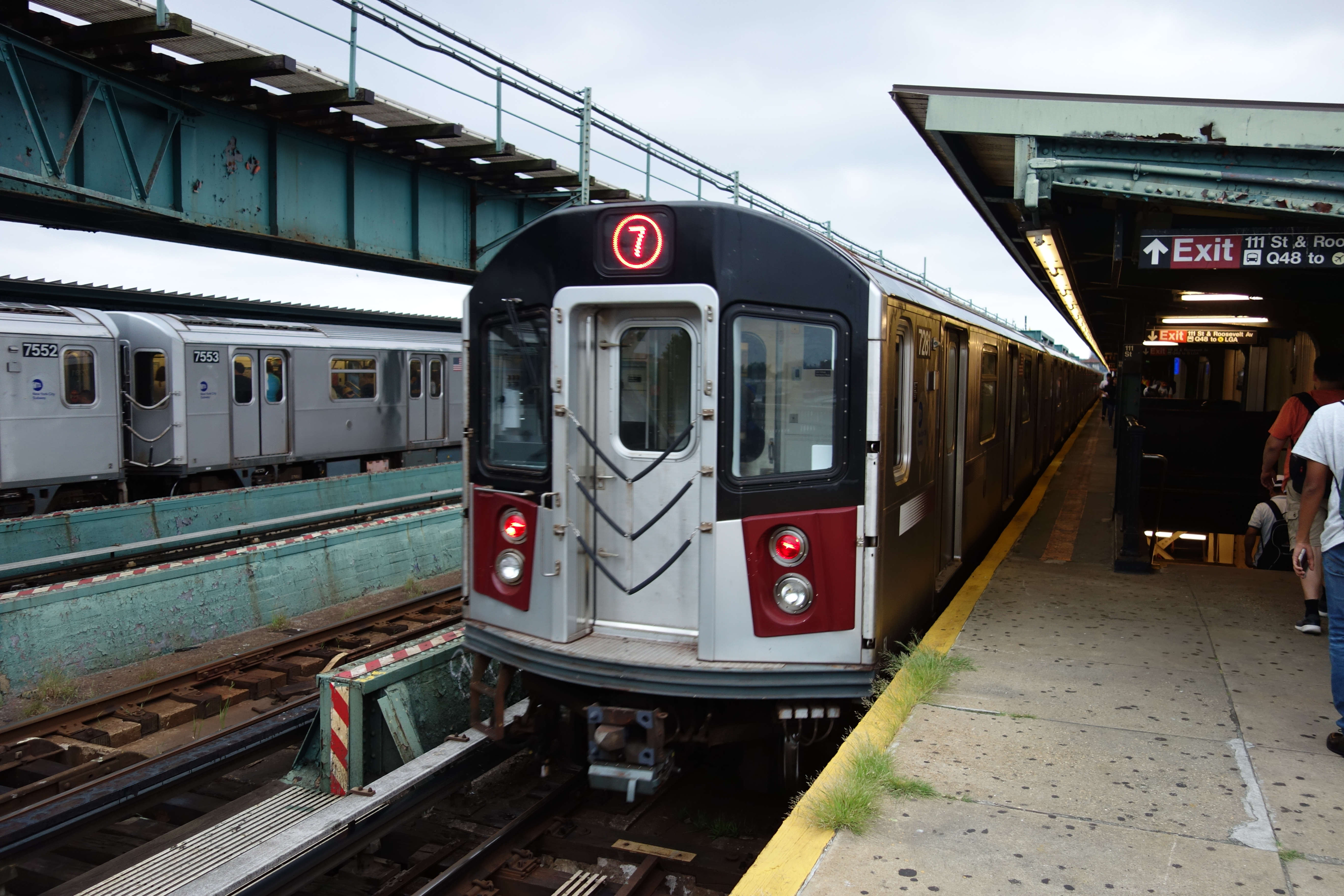
Ein Zug der Linie 7 (Flushing Local) in der 111 Street-Station in Queens

Die Linie benutzt die IRT Flushing-Strecke, deren Endbahnhof unter der Roosevelt Avenue einen Häuserblock nördlich des Bahnhofs Flushing Main Street der Long Island Rail Road (LIRR) liegt. Zwei Häuserblöcke westlich der Endstation tritt die Strecke ans Tageslicht, überquert zusammen mit der Roosevelt Avenue den Flushing Creek und den Van Wyck Expressway und führt als Hochbahn zuerst über der Roosevelt Avenue, dann über dem Queens Boulevard in Richtung Sunnyside Yard und überquert diesen um den Subway-Knotenpunkt Queensboro Plaza zu erreichen. Danach schwenkt die Strecke im 90°-Bogen nach Süden ab und folgt immer noch in Hochlage der 23th Street. Vor den nach Long Island City führenden Gleisen der LIRR biegt die Strecke in einem weiteren 90°-Bogen nach rechts ab, wo sie die Station Hunters Point Avenue erreicht – den ersten Bahnhof, der sich wieder in Tieflage befindet. Mit dem Steinway-Tunnel wird der East River unterquert, danach folgt die U-Bahn der 42nd Street, wo das Grand Central Terminal und der Times Square liegen. Das Ende der Linie 7 liegt in den Hudson Yards – die Verlängerung vom Times Square zu diesem neuen Geschäftsviertel wurde 2015 eröffnet.
Die Haltestelle Mets-Willets Point liegt an den Veranstaltungsstätten Citi Field, Stadion der New York Mets, und USTA Billie Jean King National Tennis Center, Austragungsort der US Open.
Der mit einem kreisförmigen Signet bezeichnete Flushing Local bedient alle Haltestellen, der mit einem rautenförmigen Signet bezeichnete Flushing Express bedient in Queens östlich vom Queensboro Plaza nur die Haltestellen Woodside-61Street, Junction Boulevard, Mets-Willets Point sowie die Endhaltestelle Flushing-Main Street. Der Flushing Express verkehrt nur während der Hauptverkehrszeit – am Morgen stadteinwärts in Richtung Manhattan, am Nachmittag stadtauswärts in Richtung Queens.

## Betrieb
Seit Juni 2019 verkehren die Züge im halbautomatischen Fahrbetrieb (ATO Stufe 2). Nach Freigabe der Abfahrt beschleunigt und bremst der Zug automatisch ohne Zutun des Wagenführers. Seine Aufgabe beschränkt sich auf das Auslösen der Abfahrt an den Haltestellen und die Überwachung der freien Strecke, sodass er bei Hindernissen auf dem Fahrweg eine Schnellbremsung auslösen kann. Die Linie  ist nach der Linie  die zweite Linie, die im halbautomatischen Fahrbetrieb gefahren wird.
Einige Monate vor der Aufnahme der ATO wurde auf der Strecke die Communication-Based Train Control (CBTC) eingeführt, ein vor allem bei U-Bahnen eingesetztes Zugbeeinflussungssystem, das ähnlich wie ETCS arbeitet, aber zusätzlich Fahren im wandernden Raumabstand (Moving Block) ermöglicht. Das CBTC löste die R-2-Außensignale von Union Switch & Signal ab.
Auf der Linie 7 waren im Juni 2019 während der Hauptverkehrszeit am Morgen 38 Züge eingesetzt. Die Züge bestehen aus einem fünfteiligen und einem sechsteiligen Triebzug des Typs R188. Die U-Bahn-Wagen wurden in den Jahren 2011 bis 2016 von Kawasaki Heavy Industries gebaut. Sie haben einen Antrieb von Bombardier Transportation, der mit IGBT-Frequenzumrichter und Drehstrom-Asynchronmotoren arbeitet.